# Кистень Олександр Анатолійович
Олександр Анатолійович Кистень (нар. 17 січня 1957, Мінськ, Білоруська РСР — пом. 2 квітня 2004, Мінськ, Білорусь) — радянський та білоруський футболіст, виступав на позиції півзахисника. Майстер спорту СРСР (1991). Один з основних гравців команди «Динамо» (Мінськ) в 1985-1987 роках, учасник фіналу Кубку СРСР з футболу 1987 року.

## Життєпис
Футбольну кар'єру розпочав 1977 року в аматорському клубі «Буревісник» (Мінськ). Наступного року перейшов у дубль мінського «Динамо». Професіональну кар'єру Олександра Кістень в «великому футболі» розпочав 1979 року, коли він з резерву мінського «Динамо» прийшов у «Динамо» (Берестя), який виступав у другій лізі чемпіонату СРСР.
З 1984 по 1988 рік грав в основному складі команди вищої ліги СРСР «Динамо» (Мінськ).
У 1989 році Олександр Кістень разом зі своїм одноклубником Юрієм Труханом переходить в футбольний клуб «Зоря» (Ворошиловград).
У складі команди «Металург» (Молодечно) в 1991 році став переможцем Кубку Мільйонів — всесоюзного турніру серед колективів фізичної культури, а також учасником першого матчу першого чемпіонату Республіки Білорусь з футболу проти мінського «Динамо» в 1992 році.
В останні роки свого життя Олександр Кістень був зайнятий тренерською роботою. У 2000 році в статусі головного тренера команди «Сімург» (Мінськ) став чемпіоном Білорусі і володарем Кубка Білорусі з футзалу.